# Happy Valley (TV-serie)
Happy Valley är en brittisk dramaserie för TV som hade premiär i BBC One den 29 april 2014. Serien är skriven av Sally Wainwright och för regin står Euros Lyn, Sally Wainwright och Tim Fywell. Den tredje och sista säsongen hade premiär i januari 2023. 

## Mottagande
Den första säsongens sex avsnitt fick stor tittarpublik i Storbritannien med en genomsnittlig tittarsiffra på 7,2 miljoner enligt BBC. Brittisk press omnämnde serien som en av de allra bästa under 2014. Serien blev utsedd till bästa dramaserie under 2015 års BAFTA Television Awards, med både Sarah Lancashire och James Norton nominerade för sina respektive rollprestationer.

## Rollista (i urval)
- Sarah Lancashire – Catherine Cawood, polisinspektör
- Steve Pemberton – Kevin Weatherill, revisor
- Siobhan Finneran – Claire Cartwright, Catherines syster
- George Costigan – Nevison Gallagher, företagsledare
- Joe Armstrong – Ashley Cowgill, brottsling
- James Norton – Tommy Lee Royce, straffad knarkhandlare
- Charlie Murphy – Ann Gallagher, Nevisons dotter
- Rhys Connah – Ryan Cawood, Catherines barnbarn
- Rick Warden – Mike Taylor, polis

## Export
Serien hade premiär i SVT1 den 13 oktober 2014.